# ヨランド・ド・エノー
ヨランド・ド・エノー（フランス語：Yolande de Hainault, 1175年 - 1219年8月）またはヨランド・ド・フランドル（Yolande de Flandre）は、ラテン帝国の女帝(または摂政)
（在位：1217年 - 1219年）。夫ラテン皇帝ピエールはコンスタンティノープルに到着する前に捕まり投獄されたため、ヨランドがラテン帝国を代わりに統治する役割を担ったとみられる。また、ヨランドは1212年から1217年までナミュール女侯でもあった。

## 生涯
ヨランドはエノー伯ボードゥアン5世とフランドル女伯マルグリット1世の娘である。兄弟のボードゥアン1世とアンリ1世はラテン帝国の皇帝となった。
1212年、ヨランドは弟フィリップ1世よりナミュール侯位を継承した。
1216年に弟のラテン皇帝アンリ1世が死去した後、ヨランドの夫ピエールが即位するまで皇帝位は空位であった。ラテン帝国に向かう途中で、ピエールは妃ヨランドを先にコンスタンティノープルに向かわせ、自らはエピロス専制侯国と戦い、そのさなかに捕らえられた。その後ピエールがどうなったかは不明だが（恐らく殺されたとみられる）、2年間ヨランドはラテン帝国を統治した。
ヨランドはビザンティン帝国の後継国家に対抗するためブルガリアと同盟を結んだ。後にヨランドはニカイア帝国皇帝テオドロス1世ラスカリスと和平を結び、テオドロス1世はヨランドの娘マリーと結婚した。ヨランドはその後まもなく1219年に死去した。
ヨランドの死後、長男フィリップが皇帝位につくことを拒否したため、次男ロベールがラテン皇帝となった。この時、ロベールはまだフランスにいた。
一方ヨランド自身が1212年に継承したナミュール侯位は、ヨランドが1216年にコンスタンティノープルに向かった時に長男フィリップが継承していた。

## 子女
ロベール2世・ド・クルトネーとの間に10人の子女が生まれた。
- マルグリット（1194年頃 - 1270年） - ナミュール女侯。エクソダン領主ラウール1世・ド・リュジニャンと結婚、ヴィアンデン伯アンリ1世と再婚。
- フィリップ2世（1195年 - 1226年）[4] - ナミュール侯、ラテン皇帝位につくことを拒否した。
- エリザベート（1199年頃 - 1269年以降） - バル＝シュル＝セーヌ伯ゴーシェ・デュ・ピュイゼと結婚、モンタギュー卿ウード・ド・ブルゴーニュと結婚
- ヨランド（1200年 - 1233年） - 1215年にハンガリー王アンドラーシュ2世と結婚
- ロベール1世（1201年 - 1228年） - ラテン皇帝（1221年 - 1228年）[4]
- アニェス（1202年 - 1247年以降） - アカイア公ジョフロワ2世・ド・ヴィルアルドゥアンと結婚
- マリー（1204年 - 1222年） - 1219年にニカイア皇帝テオドロス1世ラスカリスと結婚
- アンリ2世（1206年 - 1229年） - ナミュール侯
- アリエノール（1208年 - 1230年） - カストル伯フィリップ1世・ド・モンフォールと結婚
- ボードゥアン2世（1217年 - 1273年） - ラテン皇帝（1228年 - 1261年）